# Musée Cappon
Le musée Cappon était un musée français situé à Marans, petite ville touristique baignée par la Sèvre niortaise, au nord du département de la Charente-Maritime.

## Présentation
Mentionné par la Maison départementale du tourisme, ce musée avait acquis au fil des années une certaine notoriété locale et  ne figure plus aujourd'hui dans la liste des musées régionaux.
C'est grâce à la richesse et la rareté de ses collections locales, surtout celles qui composent la faïencerie, que le Musée Cappon avait pu bénéficier du prestigieux label « Musée de France ».

## Les collections
Il était situé  dans l’office de tourisme, à l’étage dans un immeuble de ville du XVIIIe siècle, le musée qui constituait un des cinq centres d'intérêt de Marans présentait plusieurs collections datant d'époques différentes qui ont marqué l'histoire de cette petite ville fluviale.
Les différentes trouvailles archéologiques et les nombreux objets de faïencerie, qui faisaient de ce petit musée urbain un véritable musée spécialisé, ont été patiemment collectés dans le dernier tiers du XIXe siècle par un personnage illustre de la ville, du nom de Cappon, homme érudit et savant auquel le musée doit son nom.
Les collections permanentes étaient consacrées à l'histoire locale de Marans et se présentaient de la manière suivante :
- Des pièces archéologiques datant de l'époque gallo-romaine y sont présentées, notamment des objets de verrerie datant de la fin du  IIe siècle et du IIIe siècle et des objets gallo romains issus de fouilles dans les environs, ainsi qu’une collection de pierres archéologiques.
- Le petit musée regroupe également des souvenirs de l’époque médiévale issus de l'église Saint-Étienne et de l'ancien château fort.
- La partie la plus originale des collections du musée concerne les belles faïences allant du XVIIe siècle au XIXe siècle, époque rappelant que Marans fut un grand centre de production de faïences.
- Il s’y trouve également une collection de coiffes et de poupées en costumes traditionnels qui ont été léguées par des particuliers.
- Enfin, une maquette d’une ferme charentaise y est exposée.